# 잉리드 툴린
잉리드 툴린(Ingrid Thulin, 1926년 2월 27일 ~ 2004년 1월 7일)은 스웨덴의 배우이다.

## 출연 작품
- 더 하우스 오브 스마일 (1991)
- 리허셜이 지난 후 (1984)
- 카산드라 크로싱 (1977)
- 살롱 키티 (1976)
- 모세 (1975)
- 새장 속의 남자 (1974)
- 외침과 속삭임 (1972)
- 작은 인형들의 긴 밤 (1971)
- 의식 (1969)
- 지옥에 떨어진 용감한 자들 (1969)
- 늑대의 시간 (1968)
- 나이트 게임 (1966)
- 전쟁은 끝났다 (1966)
- 겨울 빛 (1963)
- 침묵 (1963)
- 아고스티노 (1962)
- 묵시록의 4기사 (1961)
- 생명에 가까이 (1958)
- 마술사 (1958)
- 산딸기 (1957)